# Devon, Pennsylvania
Devon är en ort i Chester County, Pennsylvania, USA. 